# ريمة اللحف
ريمة اللحف قرية سورية تقع في محافظة السويداء.